# Mycterophora geometriformis
Mycterophora geometriformis är en fjärilsart som beskrevs av Hill 1924. Mycterophora geometriformis ingår i släktet Mycterophora och familjen nattflyn. Inga underarter finns listade i Catalogue of Life.